# Competitieve exclusie
Wederzijdse uitsluiting of competitieve exclusie is een ecologisch principe dat stelt dat twee soorten niet naast elkaar kunnen bestaan als zij in volledige concurrentie zijn. Volledige concurrentie wil zeggen dat de soorten exact dezelfde ecologische vereisten (niche) hebben en op dezelfde plaats voorkomen. In een dergelijke geval zal een miniem verschil in voortplantingssucces tussen populatie A en B er namelijk voor zorgen dat de ene soort de andere zal verdrijven.
Het principe van wederzijdse uitsluiting is gebaseerd op verschillende aannames:
- Beide soorten exploiteren exact dezelfde natuurlijke hulpbronnen
- Beide soorten blijven genetisch onveranderd (geen natuurlijke selectie)
- Er is geen immigratie
- milieuvariabelen zijn constant

## Proefondervindelijk fundament

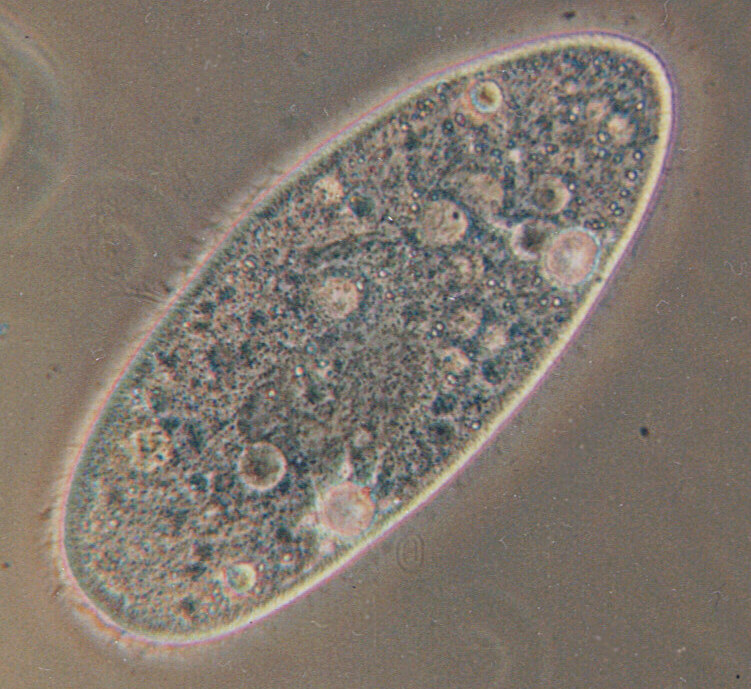
Paramecium aurelia

De Russische ecoloog Georgii Frantsevich Gause formuleerde de wet van de wederzijdse uitsluiting op grond van laboratoriumexperimenten waarbij onderzoek gedaan werd aan twee soorten pantoffeldiertjes: Paramecium aurelia en Paramecium caudatum. Als beide soorten voorkwamen in dezelfde fles dan bleef na enige tijd alleen Paramecium aurelia over. Als hij Paramecium caudata en Paramecium bursia in één fles had bleven wel beide soorten naast elkaar bestaan, dit omdat P. bursia zich voedde met afgezonken deeltjes op de bodem van de fles. P. caudatum en P. aurelia voedden zich beide met deeltjes in de oplossing. Als hij door constante aanvoer van voeding zorgde voor constante omstandigheden, dan bleef bij een mix van P. caudatum en P. aurelia alleen P. caudatum over.

## Voorbeelden in de natuur
Een mooi voorbeeld zijn stromende wateren, waar soorten ofwel een concurrentievoordeel moeten hebben bij een bepaalde voedselkeuze, ofwel een geschikt gedeelte van de rivier benutten met bijvoorbeeld meer of minder stroming.
Een voorbeeld waarbij de wet van wederzijdse uitsluiting niet lijkt op te gaan is het grote aantal fytoplanktonsoorten in stilstaande wateren. De algen hebben over het algemeen behoefte aan dezelfde voedingsstoffen en licht en toch zijn er veel verschillende soorten. Dit wordt verklaard door snelle successie van de planktongemeenschap, op enig moment zijn er maar enkele soorten algen dominant. Als de hoeveelheid voedsel of licht beperkend gaat worden, dan krijgen andere soorten die efficiënter met voedingsstoffen omgaan een kans. Ook verandert gedurende het seizoen de temperatuur en de lichtinstraling. Omdat de algen ongeveer elke dag delen kunnen binnen een jaar verschillende eindstadia in de successie ontstaan, vergelijkbaar met klimaatverandering op het land. Hier is dus sprake van een zeer dynamisch ecosysteem in een ogenschijnlijk rustig milieu. In feite gaat de wet dus wel op, maar alleen gedurende de tijd dat de omstandigheden constant zijn, enkele weken verder in het seizoen zijn de omstandigheden zodanig verschillend dat al snel een andere soort dominant wordt.
Hoewel er in de natuur zelden aan al deze voorwaarden wordt voldaan heeft het idee geleid tot veel onderzoek naar competitieve relaties tussen soorten en de omstandigheden waaronder twee soorten wel gebruik kunnen maken van dezelfde hulpbron. Ook zijn er verschillende strategieën van belang, er zijn soorten die zich snel en makkelijk kunnen verspreiden en geen uitgesproken specialisatie hebben, die het in directe concurrentie om een hulpbron afleggen tegen specialisten. Denk hierbij bijvoorbeeld aan de paling die allerlei watertypes gemakkelijk kan bereiken en de brasem die is gespecialiseerd in het uitfilteren van bodemdiertjes en in directe concurrentie om deze voedselbron de paling weg concurreert.
Bij concurrentie kan ook de aanwezigheid van andere soorten van belang zijn. In het bovenstaande geval van de paling en brasem speelde ook de jonge spiering een rol. Doordat de spieringen de watervlooien in het meer opaten, werd de brasem gedwongen om bodemvoedsel te eten, waardoor de paling het slachtoffer werd en te weinig voedsel ter beschikking had voor een goede groei, doordat pas bij het verdwijnen van de watervlooien directe concurrentie met de brasem optrad.

## Luipaard en tijger
Hetzelfde speelt met luipaarden en tijgers. In een geschikt habitat voor de beide soorten met een grote hoeveelheid prooien leven beide soorten in hetzelfde gebied, omdat er geen voedselconcurrentie is. In gebieden met minder prooien komen luipaarden alleen als doortrekkende dieren voor en sluit de aanwezigheid van tijgers dus de aanwezigheid van luipaarden voor een groot gedeelte uit. Luipaarden en tijgers leken elkaar te vermijden in gebieden met minder prooien. Ook zullen luipaarden zich gaan specialiseren in kleinere prooien dan de voorkeursprooi van de viermaal zo zware tijger.
Het beïnvloeden van één bepaalde keuze van voedsel, ruimte, of activiteitspatroon wordt resource partitioning genoemd (meestal voedselkeuze). Het totaal aan aanpassingen om concurrentie te vermijden wordt niche-differentiatie genoemd.